# Echo (Musikpreis)
Der Echo, Eigenschreibweise ECHO, war ein deutscher Musikpreis, der von der Deutschen Phono-Akademie, dem Kulturinstitut des Bundesverbandes Musikindustrie (BVMI), von 1992 bis 2018 jährlich für die herausragendsten Leistungen nationaler und internationaler Künstler, Musikproduzenten und Partner vergeben wurde. Design und Namensgebung des Preises stammten von Gerd Gebhardt und Oliver Renelt.

## Geschichte
1991 nahm Oliver Renelt noch als Student an der Hochschule für bildende Künste Hamburg an einer Ausschreibung der Deutschen Phono-Akademie teil. Die Ausschreibung war auf die Gestaltung eines Musikpreises gerichtet. Renelt kreierte den Namen „Echo“, nachdem er „Sirene“ und „Resonanz“ verworfen hatte. Seither stellt er diese Trophäen für jede Verleihung in seiner Werkstatt her. Die rund zweieinhalb Kilogramm schwere und 45 Zentimeter hohe Echo-Trophäe symbolisiert dieses „Echo“ aus Schallquelle und -wellen. Der Fuß ist aus Bronze, die Bänder sind aus Messing und das Zwischenteil sowie die Kugel aus Stahl gefertigt. Die gesamte Trophäe ist vernickelt.
Am 18. Mai 1992 wurde in Köln in der Flora erstmals der Echo Pop vor 450 geladenen Gästen in 15 verschiedenen Kategorien vergeben. Er wurde vom Koordinierungsausschuss der deutschen Phonoverbände initiiert und vom ehemaligen Vorstandsvorsitzenden Gerd Gebhardt umgesetzt. Anfangs deckte der Echo Pop alle Musikrichtungen ab. So wurden in den Jahren 1992 und 1993 noch Künstler der klassischen Musik mit der Verleihung des Echo Pop geehrt. Seit 1994 wurde der Echo Klassik in einer eigenen Zeremonie wie der Echo Pop jährlich in mehreren Kategorien vergeben. Von 1994 bis 2009 wurden die Jazzmusiker ebenfalls mit dem Echo Pop prämiert. Seit 2010 wurden diese, wie die klassischen Musiker, auch während einer eigenen Veranstaltung mit dem Echo Jazz ausgezeichnet. Während der ersten Verleihung wurden nur 15 Echos verteilt, zuletzt wurden jährlich über 100 Echos verliehen. Somit wurden zuletzt jährlich mehr Künstler mit einem Echo als mit einem Grammy ausgezeichnet.
Einstellung der Echoverleihung
Am 25. April 2018 gab der Vorstand des Bundesverbandes Musikindustrie bekannt, dass der Echo infolge anhaltender Kritik an der Preisverleihung von 2018 und zahlreicher Künstler, die ihre gewonnenen Echos aus Protest gegen die Auszeichnung für Kollegah und Farid Bang zurückgaben, nicht länger vergeben wird. Als Begründung wurde die Echoverleihung 2018 genannt. Der Preis dürfe „keinesfalls als Plattform für Antisemitismus, Frauenverachtung, Homophobie oder Gewaltverharmlosung wahrgenommen“ werden. Das Geschehene könne „zwar nicht mehr rückgängig gemacht werden“, allerdings solle „sich ein solcher Fehler in Zukunft nicht“ wiederholen. Die Marke Echo sei so stark beschädigt worden, dass ein Neuanfang notwendig sei, für den die bisherigen Gremien ihre Tätigkeit einstellen werden, dies umfasst auch eine Neuaufstellung bei Echo Klassik und Echo Jazz. Als Nachfolger des Echo Klassik wurde 2018 der Opus Klassik ins Leben gerufen. Am 22. November 2019 wurden erstmals die International Music Awards verliehen und gelten dabei als Nachfolger des Echo Pop.

## Grundlage und Einreichungsregularien
Echo Jazz und Klassik

Grundlage für die Einreichung sind Tonträgerveröffentlichungen eines Künstlers aus dem Genre Jazz beziehungsweise Klassik. Ob der Tonträger dem jeweiligen Genre zuzuordnen ist, entscheidet die Einordnung in der Phononet-Datenbank. Zur Einreichung berechtigt sind alle Tonträgerhersteller, deren Tonträger ständig im deutschen Markt vertrieben werden und die entsprechenden Vertriebsrechte an den Tonträgeraufnahmen der Künstler besitzen. Für die Preisvergabe sind, unabhängig von ihrer Nationalität, alle Künstler der Jazzmusik qualifiziert, die zum Zeitpunkt der Einreichung im Musikleben und am Tonträgermarkt tätig sind. Beim Echo Jazz müssen die Tonträger darüber hinaus zwei herausragende, unabhängige Besprechungen von Musikjournalisten erhalten haben.
Der Einreichungszeitraum umfasst etwa drei Wochen; der Einreichungszeitraum für den Echo Jazz 2014 beispielsweise begann am 12. November und endete am 3. Dezember 2013. Für das Einreichungsverfahren für den Echo Jazz 2014 waren alle Jazz-Neuveröffentlichungen qualifiziert, die vom 31. Oktober 2012 bis zum 1. November 2013 veröffentlicht worden waren. Der Einreichungszeitraum beim Echo Klassik fällt auf den März eines jeden Jahres (es gilt der Poststempel). Der Bewertungszeitraum erstreckt sich vom Jahresanfang des abgelaufenen Kalenderjahres bis zum Einreichungszeitraum des aktuellen Jahres.
Die Tonträger müssen im Bewertungszeitraum erstmals veröffentlichte Aufnahmen enthalten, deren Anteil an der Gesamtspieldauer der Veröffentlichung mindestens 50 % betragen muss. Im Vorjahr eingereichte Produkte dürfen nicht erneut eingereicht werden. Jede Einreichung besteht aus drei Teilen: dem Einreichungsformular, mindestens zwei Rezensionen und 12 CDs/DVDs. Es können von einer Firma beliebig viele Einreichungen erfolgen. Darüber hinaus kann jede Einreichung für beliebig viele Kategorien vorgeschlagen werden. Für jedes eingereichte Produkt wird eine einmalige Gebühr in Höhe von 50,00 Euro erhoben. Wird ein Tonträger für mehrere Kategorien eingereicht, entstehen keine zusätzlichen Kosten. Eine Jury wählt aus den Einreichungen für die einzelnen Kategorien den jeweiligen Preisträger mit einfacher Mehrheit. Gegen die Entscheidung der Jury ist der Rechtsweg ausgeschlossen. Ein Rechtsanspruch auf Berücksichtigung im Einreichungsverfahren oder auf die ausgelobten Preise existiert nicht.
Echo Pop

Grundlage des Echo Pop sind überwiegend die durch die GfK Entertainment ermittelten offiziellen deutschen Album- und Singlecharts (Verkaufszahlen) als Ausdruck der Wertschätzung durch den Endkunden und die Gewinner einer Jury. Als Zeitraum werden ab März jeweils rückwirkend 12 Monate für die jährliche Echo-Nominierung berücksichtigt. Auszeichnungen wie Bester Live-Act, Lebenswerk oder auch für das Soziale Engagement werden unabhängig von Chart- und Verkaufserfolgen verliehen.

## Kritik
Die Orientierung der Preisvergabe an den Verkaufszahlen und Chartplatzierungen ist Gegenstand von Kritik. Bis 2017 waren allein sie für die Vergabe ausschlaggebend, was zum „Vorwurf der stumpfen Kommerzvergoldung“ führte, dann kam eine Jury hinzu. Jan Böhmermann kritisierte die „deutsche Industriemusik“ und den Echo in einem Monolog und dem Lied Menschen Leben Tanzen Welt.
Vor der Verleihung des Echo Pop 2018 kommentierte Jens-Christian Rabe

„Seine gesamte Anlage ist falsch. […] In der Kunst sind Preise üblicherweise Auszeichnungen für herausragende künstlerische Leistungen. So wie es im Sport Preise für herausragende sportliche Leistungen gibt. Wenn also zum Beispiel in Deutschland jemand ein herausragendes Buch geschrieben oder einen besonders guten Film gedreht hat, dann bekommt er dafür deshalb womöglich den Deutschen Buchpreis oder den Deutschen Filmpreis. Eher weniger werden Preise in der Literatur oder beim Film allein schon dafür verliehen, dass man ein Buch besonders oft verkauft oder besonders viele Zuschauer ins Kino gelockt hat. Eine Belohnung ist dafür ja auch nicht mehr nötig, man hat sie in Form von Geld bereits erhalten. Und exakt hier ist das zentrale Missverständnis des Echo, das die Macher natürlich gerne in Kauf nehmen: Das wesentliche Kriterium dafür, einen Echo für das Album oder den Hit des Jahres zu erhalten, ist nicht eine herausragende künstlerische Leistung, sondern die nackten Verkaufszahlen. Der Echo prämiert den kommerziellen Erfolg eines Werkes, nicht jedoch künstlerische Qualität.“

## Kontroversen

### Oomph!
Für die Echoverleihung 2006 war ursprünglich ein Auftritt von Oomph! und dem Titel Gott ist ein Popstar geplant. Die Band wurde kurzfristig ausgeladen. Die Absage erfolgte seitens RTL mit folgenden Worten: „Im Kontext der aktuellen, internationalen religiösen Diskussionen [s. Mohammed-Karikaturen] und im Lichte einer allgemeinen Verantwortung sehen wir eine Aufführung des Liedes Gott ist ein Popstar sehr skeptisch, ja als nicht zu verantworten“.

### Frei.Wild
Die Südtiroler Deutschrockband Frei.Wild wurde zum ersten Mal 2010 für einen Echo nominiert. Nach einer weiteren Nominierung 2013 wurde die Band wieder ausgeladen, nachdem Bands wie Mia, Kraftklub, Jupiter Jones und Jennifer Rostock die Nominierung kritisierten hatten und damit drohten, ihre Teilnahme wegen der Förderung rechter Tendenzen durch Frei.Wild abzusagen Als Frei.Wild 2014 wieder für einen Echo nominiert wurden, lehnte die Band ihrerseits die Teilnahme ab. Aufgrund einer weiteren Nominierung im Jahr 2016 gab es eine Aussprache mit der Band, welche dann auch den Echo Pop in der Kategorie „Rock Alternative national“ gewann. In ihrer Dankesrede sprach die Band davon, dass die Veranstalter ihre „Fehler korrigiert“ hätten.

### Kollegah und Farid Bang
Vor der Verleihung des Echo Pop 2018 an Kollegah und Farid Bang in der Kategorie Hip-Hop/Urban National verurteilte das Internationale Auschwitz Komitee die geplante Teilnahme des Rap-Duos: Sie sei „für alle Überlebenden des Holocaust ein Schlag ins Gesicht und ein für Deutschland beschämender Vorgang“; insbesondere aufgrund der Textzeilen aus dem Song 0815 „Mein Körper definierter als von Auschwitzinsassen“ und „Mache wieder mal ’nen Holocaust, komm’ an mit dem Molotow“. Der Ethik-Rat hatte sich im Vorfeld mit Blick auf die Meinungsfreiheit gegen einen Ausschluss der Sänger entschieden; Provokationen seien allgemeines Stilmittel der Rapper. Der Frage, inwiefern Antisemitismus in den Texten auf JBG 3 eine Rolle spielt, sind die Sprachwissenschaftler Sven Bloching und Jöran Landschoff nachgegangen. Das Ergebnis ihrer Studie, die den Titel Diffamierungen, Humor und Männlichkeitskonstruktionen trägt, wurde im Sprachreport 4/2018 veröffentlicht. Zur umstrittenen Zeile stellen sie fest: „Im Kontext dieser Analyse liegt die Vermutung eines systematischen Antisemitismus allerdings fern, da sich diese zwei Zeilen als drastische Tabubrüche lesen und der Auschwitz-Vergleich sich in die Kategorie der Diffamierung von Opfern historischer Ereignisse generell, die Holocaust-Zeile als der Versuch der Darstellung einer maximal grausamen Gewaltanwendung einordnen lassen.“
Bei der Verleihung am 12. April 2018 erklärte der Sänger Campino, Provokation sei ein wichtiges Stilmittel; wenn diese aber frauenfeindlich, homophob, rechtsextrem oder antisemitisch sei, sei eine Grenze überschritten.
In der Folge wurde die Verleihung des Preises an Kollegah und Farid Bang und deren Auftritt bei der Verleihung von zahlreichen Medien, Künstlern und Politikern scharf kritisiert. Der jüdische Autor Oliver Polak schrieb: „Rapper wie Kollegah sind schuld, dass jüdische Jugendliche auf Schulhöfen Angst haben. Und so jemand bekommt einen Preis – am Holocaustgedenktag. Warum mir bei der Echo-Verleihung schlecht wurde.“ Der Antisemitismusbeauftragte der Bundesregierung, Felix Klein, erklärte, derartige Textstellen seien inakzeptabel. Sie „verletzten nicht nur Holocaustüberlebende, sondern auch ihre Familien. Das missbraucht die Kunstfreiheit. Es ist sehr problematisch, dass damit auch noch Hunderttausende junger Menschen erreicht werden.“ Ähnlich urteilte Außenminister Heiko Maas.
Peter Maffay, der die Echoverleihung nach dem Auftritt der beiden Rapper aus Protest mit einigen anderen Personen vorzeitig verlassen hatte, bezeichnete die Verleihung als „Ohrfeige für das demokratische Verständnis in unserem Land“; sie zeige „die Erosion in unserer Gesellschaft und im Musikgeschehen“ auf und sei Ausdruck einer „Mischung aus Dummheit, Feigheit und fachlicher Inkompetenz“.
Wolfgang Börnsen als Mitglied des Echo-Ethikbeirats verteidigte hingegen die Verleihung. Es gehe „um die Grenzen der Meinungs- und Kunstfreiheit in unserem Land“. Hätte der Beirat „das Album nicht zur Preisverleihung zugelassen, wäre das Zensur“. Er räumte allerdings ein, „Grundlage jeder Kunst muss immer die Würde des Menschen sein“, und er hielte es für angemessen, „wenn die beiden umstrittenen Musiker ihren Echo-Preis zurückgeben würden“. Dieser Auffassung widersprach Igor Levit, der darauf hinwies, dass es nicht um Zensur gehe, sondern darum, ob man diese Musik auch noch auszeichnen müsse. Er wies darauf hin, dass die Freiheit der Kunst ebenfalls bedeute, dass man die entsprechenden Inhalte auch ablehnen und bekämpfen dürfe.
Aus der Hip-Hop-Szene äußerte sich die Antilopen Gang. Ihre Sprecher sehen Antisemitismus nicht allein bei Kollegah; er sei vielmehr „ein Teil der Szene“. Kendra Stenzel sah hingegen in einem Spiegel-Artikel keine Belege einer antisemitischen Grundhaltung.
Als Reaktion auf die Verleihung gab zunächst das Notos Quartett, Gewinner des Echo Klassik 2017 in der Kategorie Nachwuchskünstler des Jahres, seine Auszeichnung zurück, da „dieser Preis offenen Rassismus toleriert, ihm gar eine Plattform bietet und ihn auszeichnet“ und die Echo-Trophäe nun „nichts mehr als ein Symbol der Schande“ sei. In der Folge gaben auch der Musiker Klaus Voormann, der Pianist Igor Levit, der Dirigent Enoch zu Guttenberg, der Rock-Musiker Marius Müller-Westernhagen, der Dirigent Christian Thielemann, die Sächsische Staatskapelle Dresden, drei ehemalige Sänger der Wise Guys, der Dirigent Daniel Barenboim, die Staatskapelle Berlin und das West-Eastern Divan Orchestra ihre Echo-Auszeichnungen zurück. Der Dirigent Mariss Jansons und das Symphonieorchester des Bayerischen Rundfunks distanzierten sich von ihren Auszeichnungen, gaben sie jedoch nicht zurück.
Der Präsident des Deutschen Kulturrats, Christian Höppner, verließ aus Protest den Beirat des Echo-Musikpreises, ebenso der Präsident des Deutschen Musikrats, Martin Maria Krüger.
Als Konsequenz kündigten der Safthersteller Voelkel und der Autohersteller Škoda ihren Rückzug als Sponsoren des Musikpreises an.
Tage vor der Preisverleihung nahm die Plattenfirma Bertelsmann Music Group Entertainment (BMG) Kollegah und Farid Bang in Schutz und ließ verlauten: „Wir nehmen Künstler und künstlerische Freiheit ernst, und wir sagen unseren Künstlern nicht, was ihre Texte enthalten sollten und was nicht“. Nach tagelanger negativer Berichterstattung teilte BMG mit, dass sie die Zusammenarbeit mit den beiden Rappern „vorerst ruhen“ lasse.
Als Folge der Kritik wurde die Vergabe des Echos eingestellt. Zudem leitete die Staatsanwaltschaft Düsseldorf Ermittlungen gegen das Rap-Duo wegen Volksverhetzung ein. Zuvor waren zwei Strafanzeigen bei der Behörde eingegangen. Im Juni 2018 stellte die Staatsanwaltschaft die Ermittlungen gegen Kollegah und Farid Bang ein.

Volker Beck und Igor Levit kritisierten in der Zeit die Haltung der Verantwortlichen: „Das Unerträgliche, ja Feige beim Echo war, dass die Verantwortlichen glauben, durch Abschaffung und Umbenennung dieses Preises Verantwortung gezeigt zu haben. Dabei geht es gar nicht um den Echo. Der ist egal. Es geht um die Gesellschaft. […] Arbeit, Worte und Taten der Kulturschaffenden sind essenziell für eine Gesellschaft. Und Kulturermöglicher, die Künstlern Bühnen geben, müssen sich dieser Verantwortung bewusst sein. Sonst sind sie brandgefährlich. Wegen ihrer Ignoranz.“

## Echo-Preisträger
Für eine Übersicht aller Preisträger siehe Liste der Echo-Preisträger.

### Mehrfachgewinner
| 17 Echos - Helene Fischer 13 Echos - Cecilia Bartoli - Berliner Philharmoniker - Nikolaus Harnoncourt - Kastelruther Spatzen - Simon Rattle 11 Echos - Herbert Grönemeyer - Die Toten Hosen 10 Echos - Anne-Sophie Mutter - Anna Netrebko - Rammstein 9 Echos - Claudio Abbado - Concerto Köln - Lang Lang - Robbie Williams 8 Echos - Daniel Barenboim - Andrea Berg - Udo Lindenberg - Marius Müller-Westernhagen - Murray Perahia - Rundfunkchor Berlin - Michael Wollny (Trio) - Christian Zacharias | 7 Echos - Andrea Bocelli - Ensemble Modern - Freiburger Barockorchester - David Garrett - Hilary Hahn - Daniel Hope - Mariss Jansons - Jonas Kaufmann - London Symphony Orchestra - Sabine Meyer - Emmanuel Pahud - Thomas Quasthoff - Silbermond 6 Echos - Martha Argerich - Ian Bostridge - Till Brönner - Deutsche Grammophon - Eminem - Renée Fleming - John Eliot Gardiner - René Jacobs - Philippe Jaroussky - Nigel Kennedy - Peter Maffay - Xavier Naidoo - Radio-Sinfonieorchester Stuttgart des SWR - RIAS Kammerchor - Sol Gabetta - Symphonieorchester des Bayerischen Rundfunks - Rolando Villazón | \| Platz \| Nation \| Echos \| \| ----- \| ---------------------- \| ----- \| \| 1 \| Deutschland \| 1314 \| \| 2 \| Vereinigte Staaten \| 261 \| \| 3 \| Vereinigtes Königreich \| 198 \| \| 4 \| Italien \| 120 \| \| 5 \| Frankreich \| 116 \| \| 6 \| Österreich \| 90 \| \| 7 \| Russland \| 86 \| \| 8 \| Schweiz \| 58 \| \| 9 \| Kanada \| 38 \| \| 10 \| Niederlande \| 30 \| \| 10 \| Spanien \| 30 \| |
| Platz | Nation | Echos |
| 1 | Deutschland | 1314 |
| 2 | Vereinigte Staaten | 261 |
| 3 | Vereinigtes Königreich | 198 |
| 4 | Italien | 120 |
| 5 | Frankreich | 116 |
| 6 | Österreich | 90 |
| 7 | Russland | 86 |
| 8 | Schweiz | 58 |
| 9 | Kanada | 38 |
| 10 | Niederlande | 30 |
| 10 | Spanien | 30 |

### Weitere Rekorde
Die meisten Echos an einem Abend (4)
- Echo Pop 2013:  Die Toten Hosen (in den Kategorien: Gruppe National Rock/Pop, Hit des Jahres, Album des Jahres, Produzent/in/-en-Team des Jahres)
- Echo Pop 2015:  Helene Fischer (in den Kategorien: Album des Jahres, Hit des Jahres, Musik-DVD/Blu-ray national, Schlager)
- Echo Pop 2016:  Helene Fischer (in den Kategorien: Album des Jahres, Crossover, Live-Act national, Musik-DVD/Blu-ray national)

Die meisten Preisträger in einer Kategorie (13)
- Kastelruther Spatzen, die volkstümliche Musikgruppe Kastelruther Spatzen konnte 13 Mal den Echo Pop in der Kategorie „Gruppe (Schlager/Volksmusik)“ gewinnen.

Die meisten Preisträger in einer Kategorie in Folge (7)
- Kastelruther Spatzen, die volkstümliche Musikgruppe Kastelruther Spatzen konnten von 1996 bis 2003 siebenmal nacheinander den Echo Pop in der Kategorie „Gruppe (Schlager/Volksmusik)“ gewinnen.

Jüngste Preisträger
- 2005:  Joy Gruttmann, gewann im Alter von neun Jahren einen Echo Pop als Sängerin des Musikprojektes Schnappi in der Kategorie Download des Jahres.

Künstler, die mindestens einen Preis in allen drei Echo-Sparten (Jazz, Klassik und Pop) erhalten haben
| Nr. | Künstler     | Echo Jazz     | Echo Klassik     | Echo Pop      |
| --- | ------------ | ------------- | ---------------- | ------------- |
| 1   | Till Brönner | 17. Juni 2011 | 21. Oktober 2007 | 25. März 2007 |

## Echo Hall of Fame
- 2010:  Michael Jackson
- 2011:  Peter Alexander
- 2012:  Whitney Houston
- 2012:  Amy Winehouse
- 2015:  Udo Jürgens
- 2016:  David Bowie

## Besonderheiten
- Bei der Echo-Pop-Verleihung 2005 übergab Thomas D seinen Echo, den er mit den Fantastischen Vier in der Kategorie „Künstler/-in oder Gruppe (Hip-Hop/R&B)“ gewonnen hatte, an Sido.
- Bei der Echo-Jazz-Verleihung 2011 lehnte der deutsche Musikproduzent Manfred Eicher seinen Echo, den er für sein Lebenswerk erhalten sollte, ab.
- Bei der Echo-Pop-Verleihung 2015 gewann Helene Fischer mit ihrem sechsten Studioalbum Farbenspiel nach 2014 zum zweiten Mal einen Echo Pop in der Kategorie Album des Jahres. Bislang konnte nur Grönemeyer einen Echo für dasselbe Werk in zwei unterschiedlichen Jahren gewinnen.